# Renate Fabel
Renate Fabel (verwitwete Fischach; * 9. Oktober 1939 in Berlin; † 28. November 2016) war eine deutsche Schriftstellerin und Journalistin.

## Leben und Wirken
Renate Fabel wurde am 9. Oktober 1939 in Berlin geboren, wuchs zum Teil in Rudolstadt in Thüringen und danach in Bayern auf und absolvierte nach ihrer allgemeinen Schulausbildung eine Lehre zur Vertragsbuchhändlerin beim Goldmann Verlag. Danach studierte sie Germanistik und arbeitete ab 1962 in der Redaktion der Zeitschrift Madame, der sie in den darauffolgenden Jahrzehnten – zuletzt als stellvertretende Chefredakteurin – angehörte. Nebenbei schrieb die in München lebende Journalistin spätestens ab den 1970er Jahren Romane, Erzählungen oder Erinnerungen. Bereits mit 14 Jahren schrieb sie ihren ersten Roman über eine Reise nach Italien. Bereits während ihrer Lehrzeit veröffentlichte sie zahlreiche Kurzgeschichten in Tageszeitungen und Frauenzeitschriften, darunter auch in der Madame, für die sie später hauptberuflich arbeiten sollte. Im 1980 erstmals erschienenen Werk Söckchenzeit erzählt sie über ihre Kindheit und Jugend in Thüringen, die Flucht aus der DDR, den Umzug nach München und andere Geschichten aus ihrem Leben.
Am 28. November 2016 starb Fischach-Fabel im Alter von 77 Jahren.
Sie war verheiratet mit dem Herrenmodezeichner, Journalisten, Schriftsteller und Illustratoren Hans Fischach (1922–2008), der das eine oder andere Mal auch bei ihren Arbeiten mitwirkte.

## Werke (Auswahl)
- 1976: Meines Mannes Tochter (Neuauflage 1979)
- 1978: Geliebte Feindin (Neuauflage 1980)
- 1979: Wo die Liebe hinfällt (Neuauflage 1980, 1986)
- 1980: Söckchenzeit. Eine Kindheit in Thüringen (Neuauflage 1983, Neuauflage mit dem Untertitel Erinnerungen an eine fabelhafte Mutter 2003)
- 1981: Wir Wundertöchter. Eine Jugend in den fünfziger Jahren (Neuauflage 1983)
- 1983: Mit Kind und Kater. Heiterer Roman (Neuauflage 1986, 1987 und 1995)
- 1984: Molly im Glück. Heitere Memoiren einer Familienkatze (Neuauflage 1987 und 1995)
- 1985: Am Tag der Rosen im August. Ein Familienroman durch drei Generationen (Neuauflage 1993)
- 1986: Ich war Cleopatras Lieblingskatze. Ein vergnügtes Tagebuch (Neuauflage 1992)
- 1986: Kätzchen lässt grüßen. G’schichten und Gedichte für Katzenfreunde (mit Hans Fischach und Leopold Kammerer; Neuauflage 1987)
- 1987: Minou. Ein Katzenleben am Hof von Versailles
- 1988: Verlieb dich nicht in einen Italiener. Heiterer Roman (Neuauflage 1990 und 1996)
- 1989: Fritzi, die Müllerkatze von Sanssouci (Neuauflage 1993)
- 1991: Paris ist eine Liebe wert (Neuauflage 1994)
- 1993: Golfer l(i)eben gefährlich (Neuauflage 1995)
- 1994: Champagner trinkt man nicht allein. Eine heitere Liebesgeschichte (Neuauflage 1997)
- 1996: Machen wir’s den Katzen nach. Ein heiteres Anti-Stress-Buch (Neuauflage 1998)
- 1996: Wir sehen uns bei Tiffany. Ein New-York-Roman (Neuauflage 1999)
- 1996: Rasputin. Das Katerchen aus Moskau (Neuauflage unter dem Titel Ein Kater namens Rasputin 2015)
- 1998: Knoblauch und Lavendel. Eine Liebe in Nizza (Neuauflage 2016)
- 1999: Katzen lieben ihr Zuhause. Ein heiteres Anti-Reise-Buch (Neuauflage 2005 und 2010)
- 2000: Pudding steht im Eisschrank. Erinnerungen an eine fabelhafte Mutter (Neuauflage 2016)
- 2002: Alle meine Männer
- 2005: Prinzessin Mizzi (Neuauflage unter dem Titel Eine Weihnachtskatze zum Verlieben 2015)
- 2006: Kater Ludwig (mit Hans Fischach; Neuauflage 2015)
- 2006: Prinz Louis Ferdinand und die Frauen (Neuauflage 2010)
- 2007: Francesco, der Kater des Papstes (auch auf Ungarisch erschienen; Neuauflage 2010)
- 2011: Der kleine Adler. Napoleons Sohn (auch auf Tschechisch erschienen)
- 2015: Zwei Männer sind nicht genug
- 2015: Eine Weihnachtskatze zum Verlieben
- 2016: Ein später Frühling (Neuauflage unter dem Titel Der Duft von Sommerflieder 2019)